# Waspada
Waspada is een bestuurslaag in het regentschap Lampung Barat van de provincie Lampung, Indonesië. Waspada telt 1722 inwoners (volkstelling 2010).